# Biegonity
Biegonity (deutsch Begnitten) ist ein Ort in der polnischen Woiwodschaft Ermland-Masuren. Er gehört zur Gmina Bisztynek (Stadt- und Landgemeinde Bischofstein) im Powiat Bartoszycki (Kreis Bartenstein).

## Geographische Lage
Biegonity liegt in der nördlichen Mitte der Woiwodschaft Ermland-Masuren, 22 Kilometer westlich der früheren Kreisstadt Rößel (polnisch Reszel) bzw. 19 Kilometer südlich der heutigen Kreismetropole Bartoszyce (deutsch Bartenstein).

## Geschichte
1343 ist das Gründungsjahr des seinerzeit Rosenow – vor 1688 Begonitten, nach 1688 Bengnitten – genannten und aus mehreren kleinen Höfen bestehenden Dorfes: am 22. März 1343 gründete der Vogt Bruno von Luter den Ort, dessen Privilegien am 15. Dezember 1427 und am 4. August 1568 erneut verschrieben wurden. Im Jahre 1785 wurde Begnitten als königliches Dorf mit elf Feuerstellen, im Jahre 1820 als königliches Bauerndorf mit elf Feuerstellen bei 60 Einwohnern erwähnt.
1874 wurde die Landgemeinde Begnitten Teil des neu gebildeten Amtsbezirks Prossitten (polnisch Prosity) im ostpreußischen Kreis Rößel.
Im Jahre 1885 waren in Begnitten 72 Einwohner registriert. Ihre Zahl belief sich im Jahre 1910 auf 64, im Jahre 1933 auf 61 und 1939 auf 68.
In Kriegsfolge kam das gesamte südliche Ostpreußen 1945 zu Polen. Begnitten erhielt die polnische Namensform „Biegonity“ und ist heute eine Ortschaft im Verbund der Stadt- und Landgemeinde Bisztynek (Bischofstein) im Powiat Bartoszyce (Kreis Bartenstein), von 1975 bis 1998 der Woiwodschaft Olsztyn, seither der Woiwodschaft Ermland-Masuren zugehörig.

## Kirche
Bis 1945 war Begnitten in die evangelische Kirche Bischofstein in der Kirchenprovinz Ostpreußen der Kirche der Altpreußischen Union, außerdem in die römisch-katholische Kirche Prossitten (polnisch Prosity) im damaligen Bistum Ermland eingepfarrt.
Heute gehört Biegonity auch zur römisch-katholischen Kirche Prosity, die jetzt aber dem Erzbistum Ermland zugeordnet ist. Evangelischerseits ist Biegonity zur Kirche Bartoszyce (Bartenstein) hin orientiert, einer Filialkirche der Pfarrei Kętrzyn (Rastenburg) in der Diözese Masuren der Evangelisch-Augsburgischen Kirche in Polen.

## Verkehr
Biegonity ist von Kokoszewo (Gerthen) aus auf direktem Wege zu erreichen. Eine Bahnanbindung besteht nicht.